# Ceratina elisabethae
Ceratina elisabethae är en biart som beskrevs av Cockerell 1937. Ceratina elisabethae ingår i släktet märgbin, och familjen långtungebin. Inga underarter finns listade i Catalogue of Life.